# Torleiv Corneliussen
Torleiv Schibsted Corneliussen (Oslo, 25 de juliol de 1890 - Oslo, 29 d'abril de 1975) va ser un regatista noruec que va competir a començaments del segle xx.
El 1912 va prendre part en els Jocs Olímpics d'Estocolm, on va guanyar la medalla d'or en la categoria de 8 metres del programa de vela. Corneliussen navegà a bord del Taifun junt a Thomas Aas, Andreas Brecke, Thoralf Glad i Christian Jebe.